# Magnolia coronata
Espèce
Statut de conservation UICN

 CR A2acd : 
En danger critique
Magnolia coronata est une espèce de plantes à fleurs de la famille des Magnoliacées. C'est un arbre endémique de Colombie.

## Description
C'est un arbre.

## Répartition et habitat
L'espèce est endémique de Colombie.